# Compagnons de Guillaume le Conquérant

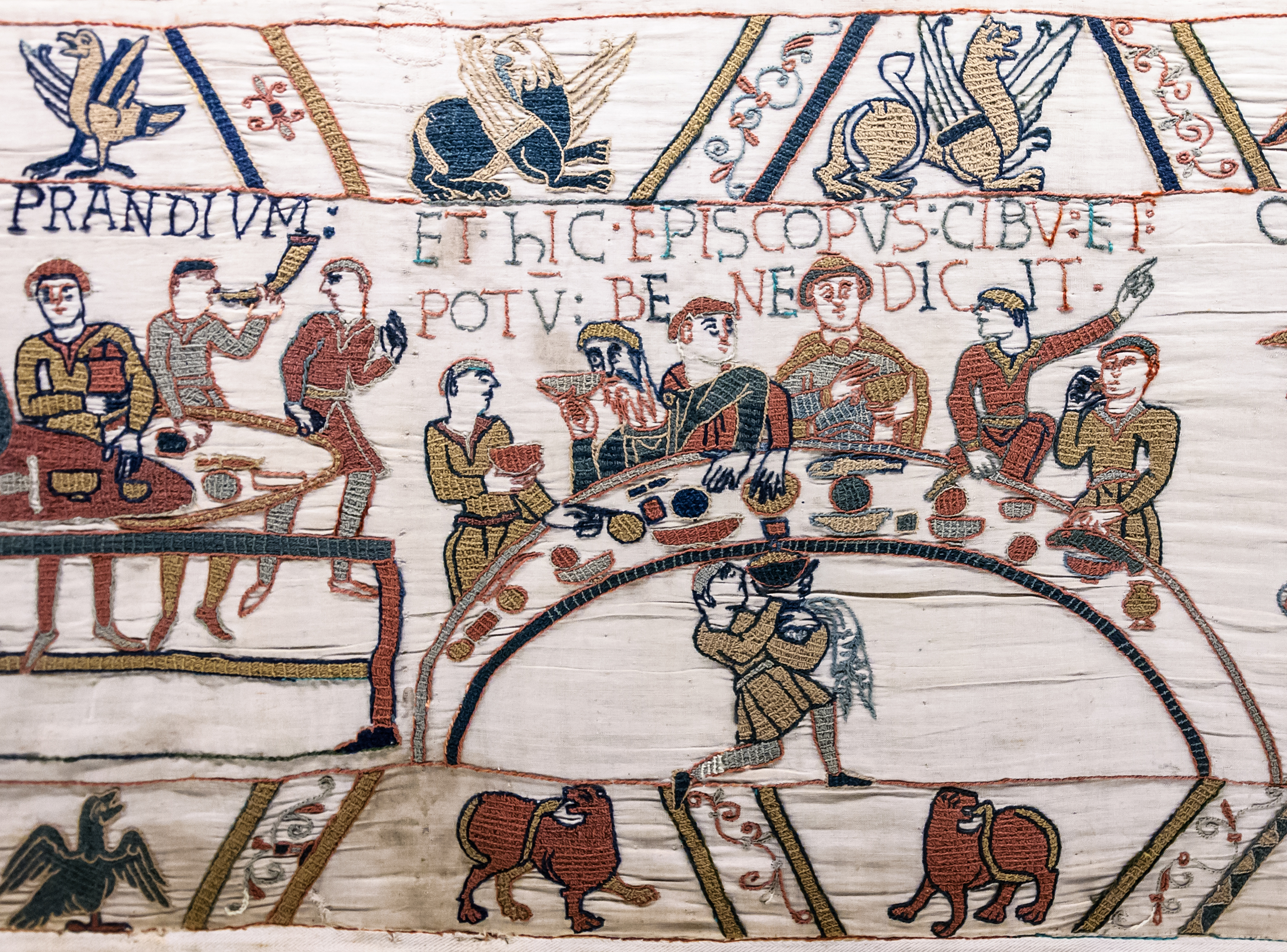
Festivités représentées sur la Tapisserie de Bayeux.

Le terme compagnons du Conquérant est une dénomination collective pour tous ceux qui planifièrent, organisèrent et se joignirent à Guillaume le Bâtard, duc de Normandie, dans la grande aventure qu'a été la conquête normande de l'Angleterre (1066-1071). Le terme est aussi employé pour désigner spécifiquement les soldats qui combattirent à la bataille d'Hastings. Le nombre de compagnons de Guillaume le Conquérant identifiés avec plus ou moins de certitude, et qui font consensus parmi les historiens spécialisés, est très faible.

## Légendes
La plupart des familles d'importance du pays ont revendiqué compter parmi leurs ancêtres un combattant à Hastings, objet de fierté et de légitimité. Mais très peu de ces familles ont des preuves pour étayer leurs revendications. Plusieurs listes sont apparues au cours des siècles, mais aucune n'a reçu quelque crédit que ce soit de la part des historiens spécialisés. Les trois listes les plus célèbres sont : la liste de l'abbaye de Battle, la liste de Dives-sur-Mer et la liste de Falaise. Une description de chacune d'elles est donnée ci-dessous.
Dès la seconde génération, des familles se réclamèrent d'un ancêtre étant venu avec le Conquérant, et de fausses traditions familiales se transmirent. Cette revendication était une manière d'affirmer son appartenance à une élite, et de légitimer ses propriétés foncières. L'une des anecdotes les plus fameuses sur le sujet est celle de John de Warenne (1231-1304), 6e comte de Surrey, qui en 1279 fut sommé par des agents royaux de montrer ses titres de propriétés. Warenne produisit alors une vieille épée toute rouillée censée avoir appartenu à son aïeul Guillaume (I) de Warenne, et déclara, : « Voici mon titre de propriété ! Mes ancêtres sont venus avec Guillaume le Bâtard et ont conquis leurs terres par l'épée, et je les défendrai par l'épée contre quiconque tentera de les usurper. Le roi n'a pas conquis et pris possession des terres par lui-même, mais nos aïeux étaient ses partenaires et collègues. »

## Bataille d'Hastings: études académiques
Savoir qui a exactement combattu à Hastings a fait l'objet de nombreux travaux académiques. Les historiens, et notamment les deux principaux spécialistes du domaine, le professeur David C. Douglas et le généalogiste G. H. White, s'accordent pour reconnaître que vingt participants à cette bataille ont été identifiés avec certitude, s'appuyant sur les écrits d'un chroniqueur contemporain, Guillaume de Poitiers, et en acceptant quelques autres mentionnés par Orderic Vital ou représentés sur la Tapisserie de Bayeux. Sur une armée qui comptait plusieurs milliers d'hommes, c'est évidemment très peu.
Douglas a proposé d'autres noms en s'appuyant sur des ressources indirectes : les personnes ayant attesté les chartes signées peu avant le départ pour l'Angleterre par Guillaume le Conquérant, et en rapport avec le projet ; et les chartes signées peu après le couronnement du duc. Il a aussi utilisé le poème Carmen de Hastingae Proelio (Chanson de la bataille d'Hastings) qui fut retrouvé en 1826, mais dont l'origine, et donc la fiabilité, est discutée.
J. F. A. Mason a lui aussi proposé un autre nom en utilisant le récit d'Orderic Vital.
Les noms additionnels proposés par Douglas et Mason ne font pas l'objet d'un consensus, et rien ne prouve que ces personnes ont réellement combattu à Hastings ou participé à la conquête. Néanmoins, leur implication dans les événements est probable. Ils sont listés indépendamment.
Sir James H. Ramsay remarque que dans cette aventure, les principaux barons normands étaient représentés par leur fils (Beaumont, Évreux, Mortagne, peut-être Ponthieu) s'ils étaient en âge de combattre. Mason propose que cette remarque doit être établie sous une forme plus générale : dans les grandes familles baroniales normandes, quand le père et le fils étaient en âge de combattre, alors il y eut une tendance pour qu'un seul d'entre eux y participe.

### Liste des participants identifiés à la bataille de Hastings
1. Robert de Beaumont, plus tard comte de Meulan (1081) puis possible comte de Leicester (1107)
2. Eustache, comte de Boulogne
3. Guillaume, plus tard comte d'Évreux
4. Geoffroy de Mortagne, plus tard comte du Perche
5. Guillaume Fitz Osbern, sénéchal du duc, plus tard 1er comte d'Hereford
6. Aimery IV de Thouars, vicomte de Thouars
7. Hugues de Montfort, seigneur de Montfort-sur-Risle
8. Gautier Ier Giffard, seigneur de Longueville
9. Raoul II de Tosny, seigneur de Conches
10. Hugues de Grandmesnil, seigneur de Grandmesnil
11. Guillaume de Warenne, plus tard 1er comte de Surrey
12. Guillaume Malet, seigneur de Graville
13. Odon, évêque de Bayeux, plus tard comte de Kent, demi-frère du Conquérant
14. Turstin Fitz Rou[9], qui portait le gonfanon du Conquérant à Hastings[10]
15. Engenulf, seigneur de L'Aigle
16. Geoffroy de Montbray, évêque de Coutances
17. Robert, comte de Mortain, dit Robert de Conteville, plus tard comte de Cornouailles, demi-frère du Conquérant
18. Wadard, probable suivant de l'évêque de Bayeux
19. Vital probable suivant de l'évêque de Bayeux
20. Goubert (ou Gilbert) d'Auffay, seigneur d'Auffay

Les douze premiers sont cités par Guillaume de Poitiers. Le treizième est représenté sur la Tapisserie de Bayeux, les quatorzième et quinzième sont cités par Orderic Vital.
Cinq participants supplémentaires qui combattirent très certainement sont retenus. Le seizième est nommé par Guillaume de Poitiers comme présent peu avant la bataille, les trois suivants sont représentés sur la tapisserie de Bayeux, le vingtième est mentionné par Orderic Vital comme ayant participé à la guerre anglaise avant que le duc Guillaume ne devienne roi d'Angleterre.

## Les «co-conquérants»

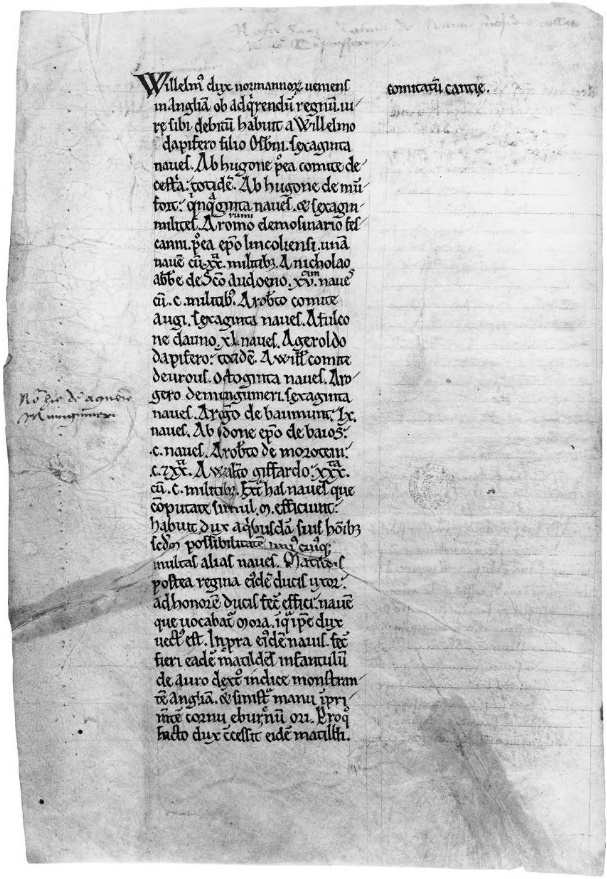
Manifeste d'embarquement de Guillaume.

Pour C. Warren Hollister, le terme « compagnons du Conquérant », s'il ne doit pas se limiter à ceux qui participèrent à la célèbre bataille, ne doit pas non plus s'étendre à tous les simples participants, tels les cuisiniers, les porteurs d'armures, etc. Cette dénomination doit plutôt s'appliquer aux cadres sur lesquels le Conquérant s'appuya et qui lui fournirent les hommes, le commandement, les ressources financières, etc. Parmi ceux-ci, il y avait bien sûr les intimes du duc, tels ses deux demi-frères, Guillaume FitzOsbern, Roger II de Montgommery, Roger de Beaumont. Se rajoutent à ce cercle de proches, ceux qui lui sont liés par alliance (notamment par la parenté de Gunnor de Normandie). En font partie Guillaume (I) de Warenne, Raoul de Mortemer, Richard de Bienfaite, Baudouin de Meules, Raoul 1er de la Roche Tesson seigneur de Thury, les Tosny, les enfants ou petits-enfants de Baudry le Teuton (Courcy, de Neuville, d'Aunou). Il semble aussi que dans cette entreprise Guillaume le Conquérant ait fait confiance aux hommes de sa génération. Ainsi Hugues d'Avranches, le fils du vicomte d'Avranches, se voit confier de grandes responsabilités, alors que jusqu'en 1066, son père était très impliqué dans le gouvernement de la Normandie.
Il faut aussi considérer les familiers de la maison ducale tels Robert d'Oilly, qui avait de l'expérience dans la préparation d'expédition ; les maîtres et commandants militaires des comtés et principautés voisines (Flandre, Bretagne, Ponthieu, Poitiers, etc.), qui servirent de commandants à leurs propres contingents d'hommes ; ceux qui avaient une connaissance du terrain tels Guillaume Malet.
Durant la conquête, des hommes de faible importance en Normandie se virent confier de grandes responsabilités. Il est très probable que c'est grâce à la réputation qu'ils se firent à la bataille d'Hastings qu'ils attirèrent l'attention du duc. Parmi ces hommes, Guillaume de Percy, Geoffroy (I) de Mandeville, Henri de Ferrières et Gautier de Lacy etc.

### Autres noms proposés
Par J. F. A. Mason
- Onfroy du Tilleul, dont Orderic Vital écrivit qu'« il était le gardien du château d'Hastings depuis le premier jour »[14]. Ce château en bois fut construit entre le débarquement et la bataille, et il est représenté sur la Tapisserie de Bayeux. Il est donc probable que Onfroy ait été un compagnon du Conquérant, mais qu'il ne participa pas à la bataille. Onfroy serait l'un des deux seuls participants à l'expédition dont on sait qu'ils avaient déjà mis les pieds en Angleterre, avec Eustache II de Boulogne.

Par D. C. Douglas,
- D'après des sources non précisées :
  - Robert de Vitot, blessé dans la bataille[16]
  - Gerelmus de Panileuse
  - Robert fils d'Erneis, de la famille Tesson, qui serait mort à la bataille de Hastings
  - Roger fils de Turold
  - Erchembald, fils d'Erchembald le vicomte
- d'après le poème Carmen de Hastingae Proelio :
  - Ivo Taillefer
  - un membre de la maison de Ponthieu[17]. Probablement Hugues de Ponthieu, fils du comte Hugues II et frère du comte Guy Ier de Ponthieu.
- personnes ayant attesté des chartes signées peu après le couronnement :
  - Gérald (ou Gérold) le sénéchal, grand-père de Guillaume de Roumare, qui a contribué pour 40 navires lors de la conquête.
  - Rodulf (Raoul) le chambellan, peut-être de Tancarville
  - Hugues d'Ivry, le maître d'hôtel (Pincerna)
  - Richard fitz Gilbert de Clare
  - Pons, possible ancêtre des Clifford
- personnes ayant attesté une charte faite à Caen, le 17 juin 1066 :
  - Richard Goz, vicomte d'Avranches
  - Ranulf II le Meschin, vicomte de Bayeux
  - Raoul (II) Tesson (il est le cousin germain de Robert fils d'Erneis mentionné plus haut)
  - Foulque d'Aunou, qui a contribué pour 40 navires

## Listes historiques
Hormis les trois listes les plus connues, citées ci-dessous, il en existe une multitude d'autres. L'éditeur Guillaume Le Talleur (alias Le Tailleur), dans ses Cronicques de Normendie publie pour la première fois en mai 1487 une liste de 93 noms (dont un duplicata). Cet ouvrage, qui fut le premier ouvrage imprimé à Rouen à une date connue, ne cite pas ses sources mais Frédéric Pluquet n’hésite pas à dire de ces chroniques qu’elles « ne sont autre chose que le Roman de Rou, mis en prose par un compilateur inconnu, vers la fin du XIIIe siècle, avec des augmentations et des corrections de style, de diverses époques ». La liste publiée par Le Talleur fut souvent reprise par la suite, notamment par Holinshed qui la publia en Angleterre, en 1577, aux côtés de la liste de l'abbaye de la Bataille.
Les compilateurs des listes suivantes s'appuient sur des sources qui ne sont pas contemporaines des faits, à savoir, le Domesday Book (1086), le Roman de Rou (XIIe siècle), et diverses versions de la soi-disant liste de l'abbaye de la Bataille (ou abbaye de Battle).

### Liste de l'abbaye de la Bataille
L'abbaye de Battle fut construite suivant le vœu du Conquérant, qui avait promis d'édifier une abbaye sur le lieu de la bataille de Hastings, et précisément à l'endroit même où Harold II d'Angleterre était tombé. Une liste de patronymes des participants à la bataille, écrite sur une tablette, est censée avoir été suspendue dans cette abbaye depuis sa création. Les plus anciennes versions imprimées de cette liste datent du XVIe siècle, probablement compilées à partir d'une version du XIVe siècle. Elles furent publiées par Holinshed et Leland. La liste semble être un composite de plusieurs sources, de nombreux noms étant dupliqués. La version d'Holinshed contient 629 noms, pour une armée estimée à au moins 5 000 hommes.
Il était si évident que plusieurs de ces patronymes n'avaient aucune raison de figurer sur cette liste, que Dugdale et Camdem suggérèrent que les moines rédacteurs de la liste auraient été encouragés, pour leur propre avantage, à ajouter à leur liste les noms de familles de basses origines devenues puissantes, mais qui n'étaient pas à Hastings. Une autre suggestion faite est que les moines auraient tout simplement compilé tous les noms semblant d'origine normande de leur époque. C. Warren Hollister résume la situation en établissant que cette liste a, au cours de nombreux siècles, « été recopiée, enrichie et truquée ».

### La liste de Dives-sur-Mer
Cette liste de 475 noms classés par ordre alphabétique des prénoms, fut gravée sur le mur de la nef de l'église romane Notre-Dame de Dives-sur-Mer (XIe siècle), lieu de départ de l'expédition. Elle fut inaugurée, le 17 août 1862, lors d'une rencontre académique internationale d'historiens. La liste, qui couvre 24 m² de surface, fut dressée par la Société française d'archéologie. Léopold Delisle, le rédacteur de cette liste, précise qu'il n'a pas utilisé les listes anglaises du XIVe et du XVe siècles, ni même le Roman de Rou, mais des chartes anglaises du règne de Guillaume et surtout le Domesday Book. Donc, au contraire de la liste de l'abbaye de la Bataille qui prétend recenser ceux ayant combattu à Hastings, la liste de Dives répertorierait tous les Normands impliqués dans les suites de la conquête et de la soumission de l'Angleterre.

### La liste de Falaise
Le 24 juin 1931, une plaque en bronze contenant 315 noms de chevaliers, supposés avoir combattu à Hastings, fut inaugurée à l'initiative du gouvernement français. Elle fut un temps conservée dans la chapelle du château de Falaise. M. J. Crispin et Léonce Macary, professeur du collège de Falaise, publièrent un livre édité au Royaume-Uni en 1938. Leurs investigations montrèrent que cette compilation de noms est basée sur le Roman de Rou et une liste de l'abbaye de la Bataille. Par conséquent, cette liste ne peut être fiable,.

### Domfront-Passais
Caillebot (1827) liste les seigneurs à la tête de 80 hommes de service du Passais à la conquête de l'Angleterre:
'Henri de Domfront, Mathieu de La Ferté-Macé, et Achard d'Ambrières conduisirent 'Roger d'Amondeville, treize hommes pour Tinchebray, les seigneurs d'Auvilliers, de Rouvrou, de Belle Etoile, de Taillebois, de Lalande, Josselin et Henri de la Ferrière, Robert de Neuville, et le vidame du Passais'.

## LeRoman de Rou
Écrit cent ans après la bataille, le travail du poète-chroniqueur maître Wace a été longtemps discuté, et sa réputation de chroniqueur pratiquement longtemps réduite à néant. En 2005, une importante étude du Dr Elisabeth Van Houts démontre que les critiques envers Wace ne sont pas fondées pour la plupart. Néanmoins, Wace semble avoir particulièrement souligné les contributions faites par les familles de la région de Bayeux, si bien qu'il faut considérer certains de ces noms avec précaution, et probablement les éliminer. Pour C. Warren Hollister, Wace semble avoir aussi pris pour argent comptant les traditions orales des familles anglo-normandes de son époque.
Le poème de Wace mentionne 116 personnes, désignées par un toponyme. Sur ces participants, 38 sont mentionnés par leur prénom et leur surnom ou toponyme, accompagnés de longues descriptions des actions de 21 d'entre eux. Ils sont facilement identifiables, et la probabilité qu'ils aient effectivement combattu est grande. Les 77 autres sont simplement mentionnés par l'indication des domaines dont ils sont les seigneurs. Voici une liste de 44 personnages connus dans le Roman de Rou d'après au moins deux indications (un prénom et/ou un toponyme et/ou un surnom) :
- Aimery, vicomte de Thouars
- Engenulfe de l'Aigle
- Alain le Roux
- Gilbert d'Asnières
- Foulques d'Aunou
- Richard Goz, vicomte d'Avranches
- Robert de Beaufou
- Bernard de Saint-Valery
- Robert Bertran
- Roger Bigot
- Luce de Bolbec
- Guillaume Fitz Osbern
- Mauger de Carteret
- Guillaume de Colombières
- Onfroi de Bohon
- Gilbert Crespin
- Errand de Harcourt
- Eustache d'Abbeville
- Henri de Ferrières
- Robert Fils-Erneis
- Raoul de Fougères
- Raoul de Gaël
- Gautier Giffard
- Hugues de Gournay
- Hugues de Grandmesnil
- Geoffroi de Magneville
- Guillaume Malet
- Roger Marmion
- Martel de Bacqueville
- Geoffroi de Mayenne
- Hugues de Montfort
- Roger II de Montgommery
- Robert de Mortain
- Hugues (II) de Mortemer
- Guillaume de Moulins[-la-Marche]
- Guillaume de Mohun
- Odon de Bayeux
- Taillefer
- Richard d'Orbec
- Guillaume de la Lande-Patry
- Rollon le Blanc
- Guillaume de Roumare
- Raoul II Taisson (ou Tesson)
- Guillaume (I) de Warenne

Les 77 autres sont mentionnés par l'indication des domaines dont ils sont les seigneurs souvent pour les besoins de la rime.

### Sources
- David C. Douglas, « Companions of the Conqueror », History, vol. 28, 1943, p. 129-147.
- J. F. A. Mason (en), « The Companions of the Conqueror : An Additional Name », dans The English Historical Review, vol. 71, no 278, 1956, p. 61-69.
- C. P. Lewis, « Companions of the Conqueror (act. 1066–1071) », Oxford Dictionary of National Biography, online edn, Oxford University Press, online edn, oct. 2008.

#### Sources primaires
- Orderic Vital, Histoire de la Normandie, éd. Guizot, Caen, 1825-1827 Accès en ligne BnF (4 vol.); Tome I, Tome II, Tome III, Tome IV
- Guillaume de Poitiers, Vie de Guillaume le Conquérant, éd. Guizot, 1826.
- Wace, Le Roman de Rou et des ducs de Normandie, Rouen, éd. Edouard Frère, 1827 Tome I, Tome II
- Auteur(s) inconnu(s), Les cronicques de Normendie, Guillaume Le Talleur, Rouen, 1487 En ligne sur bnf.fr, voir paragraphe cxxxviii, p. 115-116.

#### Sources pour les listes
- Édouard Brigon de Magny, Nobiliaire de Normandie, 1863, Paris en ligne sur bnf.fr
- Léopold Delisle, Liste des compagnons de Guillaume-le-Conquérant à la conquête de l'Angleterre, en 1066, Bulletin monumental, 1862, série 3, tome 8, volume 28 En ligne sur bnf.fr
- Guillain de Banville, The Battle Abbey roll, with some account of the Norman lineages, page 42, en ligne sur us.archive.org